# 468
468（四百六十八、四六八、よんひゃくろくじゅうはち）は自然数、また整数において、467の次で469の前の数である。

## 性質
- 468は合成数であり、約数は1, 2, 3, 4, 6, 9, 12, 13, 18, 26, 36, 39, 52, 78, 117, 156, 234, 468である。
  - 約数の和は1274。
  - 113番目の過剰数である。1つ前は464、次は474。
  - 約数を18個もつ7番目の数である。1つ前は450、次は588。
- 123番目のハーシャッド数である。1つ前は465、次は476。
  - 18を基とする5番目のハーシャッド数である。1つ前は396、次は486。
- 10個の連続する素数の和で表せる10番目の数である。1つ前は424、次は510。
468 = 29 + 31 + 37 + 41 + 43 + 47 + 53 + 59 + 61 + 67
- 468 = 22 × 32 × 13
  - 3つの異なる素因数の積で p 2 × q 2 × r の形で表せる6番目の数である。1つ前は450、次は588。(オンライン整数列大辞典の数列 A179643)
- 各位の平方和が116になる最小の数である。次は486。(オンライン整数列大辞典の数列 A003132)
  - 各位の平方和が n になる最小の数である。1つ前の115は359、次の117は69。(オンライン整数列大辞典の数列 A055016)
- 各位の立方和が792になる最小の数である。次は486。(オンライン整数列大辞典の数列 A055012)
  - 各位の立方和が n になる最小の数である。1つ前の791は2339、次の793は49。(オンライン整数列大辞典の数列 A165370)
- 468 = 496 − 28
  - 2番目の完全数28と3番目の完全数496の差が468である。連続する2つの完全数の差で表せる2番目の数である。1つ前は22、次は7632。(オンライン整数列大辞典の数列 A139228)
  - 異なる2つの完全数の差で表せる4番目の数である。1つ前は27、次は490。
- 468 = 122 + 182
  - 異なる2つの平方数の和で表せる142番目の数である。1つ前は466、次は477。(オンライン整数列大辞典の数列 A004431)
- 468 = 22 + 82 + 202 = 42 + 142 + 162
  - 3つの平方数の和2通りで表せる109番目の数である。1つ前は466、次は472。(オンライン整数列大辞典の数列 A025322)
  - 異なる3つの平方数の和2通りで表せる91番目の数である。1つ前は462、次は473。(オンライン整数列大辞典の数列 A025340)
- 468 = 53 + 73
  - 2つの正の数の立方数の和で表せる26番目の数である。1つ前は432、次は513。(オンライン整数列大辞典の数列 A003325)
  - 異なる2つの正の数の立方数の和で表せる20番目の数である。1つ前は407、次は513。(オンライン整数列大辞典の数列 A024670)
  - n = 3 のときの 5n + 7n の値とみたとき1つ前は74、次は3026。(オンライン整数列大辞典の数列 A074616)
- 468 = 222 − 16
  - n = 22 のときの n 2 − 16 の値とみたとき1つ前は425、次は513。(オンライン整数列大辞典の数列 A028566)
- 468 = 222 − (4 + 8 + 4)
  - n = 22 のときの n 2 とその各位の和との差とみたとき1つ前は432、次は513。(オンライン整数列大辞典の数列 A224977)
- 約数の和が468になる数は3個ある。(198, 250, 467) 約数の和3個で表せる15番目の数である。1つ前は450、次は528。
- 各位の和が18になる12番目の数である。1つ前は459、次は477。

## その他 468 に関連すること
- 西暦468年
- 紀元前468年
- テイラー (USS Taylor, DD/DDE-468) は、アメリカ海軍の駆逐艦。
- 第468爆撃群